# 看見惡魔
《看見魔鬼》（韓語：。英語：）是2010年的韓國驚悚電影，由金知雲執導，朴勳政編劇，主演李炳憲和崔岷植。另外由於本片涉及過量的極端血腥場面，成為了首部被列為19禁及限制上映級的韓國商業驚悚電影。

## 劇情
生日當天晚上，張珠妍（吳山河飾）的車子在偏僻的郊區爆胎了，她打電話給擔任國家情報院特務的未婚夫金秀賢（李秉憲飾），他告訴她要待在車內，等待救援車輛前來。這時補習班校車司機張慶哲（崔岷植飾）出現，主動提議要幫珠妍修輪胎，然而珠妍婉拒了他的好意。隨後慶哲露出了真面目，砸破了珠妍的車窗並打傷她，再帶回家中。
原來慶哲是一個變態殺人兇手，綁架受害人後在家中的倉庫殺害她們。珠妍苦苦哀求說自己已懷孕，希望放她一條生路，但慶哲不為所動。過程中珠妍的戒指掉落在排水孔附近，慶哲無視這件事，後續把屍體碎片散佈在附近的河流中。
當一個小男孩發現珠妍的一隻耳朵，分區警察局長吳科長（千虎珍飾）和珠妍的父親張班長（全國煥飾）帶領警察進行調查。痛失愛妻的金秀賢誓言要向兇手報仇。
秀賢從張班長那裡得知四名嫌疑人，並私下對其中兩人進行激烈的審訊。當他搜索第三名嫌疑人慶哲的家時，找到了珠妍的訂婚戒指，確認慶哲就是兇手，並在校車上裝了GPS追蹤器。
之後慶哲開校車載一群女學生回家，等到車上只剩下一名打瞌睡的女學生，慶哲把她抓到一間溫室。正要侵犯她時，秀賢透過GPS找上門來，兩人一陣肉搏後，慶哲被打昏過去。不過秀賢並沒有立刻殺掉慶哲，只先打斷他一隻手，再把一個有收音功能的GPS追蹤器讓慶哲吞下，以便能即時追蹤並監聽。
慶哲醒來後全身傷痛，他在路上招車，結果一輛已經有乘客的計程車停下來讓他上車。一上車，他就開始環視車內狀況，發現司機和另一位乘客的行為舉止很詭異，他猜測他們和他一樣是變態殺人魔。不耐煩的慶哲決定先下手為強，一刀刺向司機的脖子，車內立刻變得混亂起來，血光四濺，最後車子失控撞到路邊。慶哲打開後車箱，看到裡面正牌司機的屍體，證實了他的推測。然後他將司機和乘客的屍體丟在森林邊的路上，並繼續他的旅途。
之後慶哲到小鎮的診所處理傷口，治療完後他試圖對一名護士進行性侵犯。秀賢趕到制服了他，割斷他一隻腳的阿基里斯腱，並再一次放走他。
慶哲去找他的朋友泰周（崔武成飾），他是一個殺人狂和食人者。泰周聽完慶哲的處境後，認為追殺他的人必定是受害者的親屬。慶哲回憶起珠妍的戒指，推斷出秀賢就是那個人。秀賢找到這群惡人的所在，擊倒了兩個殺人狂和泰周的女友世貞（金詩雲飾）。第二天，泰周和世貞都被警察逮捕並送往醫院。
秀賢的後輩（李浚赫飾）安排他和慶哲在另一處地方避開警察並接受治療。原本被麻醉的慶哲醒來，聽到秀賢和後輩談論GPS追蹤器。秀賢再次釋放慶哲，但慶哲進入一間藥局，殺害藥劑師並拿走瀉藥，還挑釁地透過GPS追蹤器說給秀賢聽：他打賭秀賢並不知道珠妍已懷孕，還知道珠妍有一個漂亮的妹妹（金允書飾）。
接著慶哲去公廁將GPS追蹤器排出，然後將其放在一名被他暴打的計程車司機身上。秀賢進入泰周的病房進行訊問，才知道慶哲已經去找張班長家。憤怒的秀賢打斷了泰周的下巴。
慶哲去了張班長的家，用啞鈴狠狠地攻擊他，擄走並殺死世妍。隨後，他試圖透過向警察投降來逃避秀賢的復仇；但秀賢開車硬闖，並在警察面前綁架了慶哲。秀賢把慶哲帶到他殺人的倉庫，放在自製的斷頭台下，並讓他用牙齒咬住一條繩子防止斷頭刀落下；繩子的另一端連接到大門，只要拉開大門，斷頭刀就會落下，並且秀賢通知了慶哲的父母和兒子來此處。慶哲雖然不停嘲諷秀賢，但當他知道父母和兒子已經來到屋外時，他才真正開始驚恐起來。
儘管慶哲試圖發出聲音警告，他們還是打開了門，導致斷頭刀落下，慶哲在他家人面前被斬首。慶哲死後，秀賢在遠處透過傳輸器聽到這一切，悲憤與解脫的淚水，沿著他那因痛苦而扭曲的臉孔悄然滑落。為了追殺及報復惡魔，秀賢自己也變為惡魔了。

## 演員
- 李炳憲 饰 金秀贤 / 國家情報院特務
- 崔岷植 饰 张慶哲 / 補習班校車司機、連環變態殺手
- 吴山河 饰 张珠妍 / 秀贤的未婚妻，张慶哲在片中的第一個目標
- 全国焕 饰 张磐章 / 珠妍父親、警察班長
- 千虎珍 饰 吳科长 / 警察科長
- 李浚赫 飾 國家情報院特務 / 秀賢的後輩
- 金允書 饰 张世妍 / 珠妍妹妹
- 崔武成 饰 泰周 / 慶哲朋友。也是變態殺手
- 金詩雲 饰 世貞 / 泰周女朋友
- 鄭智允 饰 國中女學生
- 高末淑 饰 國中女學生
- 河勝理 饰 港口女學生[1]
- 韓世珠 饰 张慶哲在片中的第二個目標
- 李慧琳 饰 學生 / 张慶哲在片中的第三個目標，最後被金秀贤所救
- 尹彩英 飾 韓松伊 / 診所護士 / 张慶哲在片中的第四個目標，最後被金秀贤所救
- 南寶拉 饰 吳科长的女兒

## 製作
劇中张京哲的第三個目標本來是由高末淑(고말숙)飾演，但是因為高末淑當時身高174公分，不太符合张京哲以大欺小的形象，所以改由李慧琳(이혜린)飾演。
原定於2010年8月5日舉行的記者發佈會突然宣布延到8月11日。其原因是因為影片被評定為限制放映。製作公司Pepermint&Company稱，為了轉為普遍級上映，正在進行修剪工作，在不損害原片的範圍內減少血腥畫面，並進行再審。據新聞報導，由於片中把屍塊扔進籃子、吃人肉的場面、把割下來的身體放進冰箱的場面等明顯超出未成年甚至是成年人的觀看極限，因此被評定為限制放映。最後導演來來回回送審了3次，總共刪減了7分鐘的血腥片段、6個場景。
8月11日下午5點30分在首爾東大門Megabox電影中心舉行記者發佈會，由導演和演員向舞臺問候後，在全國的影院同時進行。

## 獎項
| 獎項                        | 類別           | 提名人                            | 結果 |
| --------------------------- | -------------- | --------------------------------- | ---- |
| 亞洲電影大獎                | 最佳編輯       | Nam Na-yeong                      | 獲獎 |
| 亞洲電影大獎                | 最佳攝影師     | Lee Mo-gae                        | 提名 |
| 奥斯汀影评人协会            | 最佳外語片     | 看見魔鬼                          | 獲獎 |
| 奥斯汀影评人协会            | 最佳電影       | 看見魔鬼                          | 提名 |
| 第31届青龍電影獎            | 最佳演員       | 李秉宪                            | 提名 |
| 第31届青龍電影獎            | 最佳攝影師     | Lee Mo-gae                        | 獲獎 |
| 第31届青龍電影獎            | 最佳美術指導   | Cho Hwa-sung                      | 提名 |
| 第31届青龍電影獎            | 最佳音樂       | 李圣贤                            | 獲獎 |
| 第31届青龍電影獎            | 技術獎         | Jeong Do-an, Lee Hee-kyung (特效) | 提名 |
| 2011年百想藝術大獎          | 大獎           | 李秉宪                            | 獲獎 |
| 2011年百想藝術大獎          | 最佳演員       | 李秉宪                            | 提名 |
| 布魯塞爾國際奇幻影展        | 金鴉獎         | 看見魔鬼                          | 獲獎 |
| Central Ohio 電影評論家協會 | 最佳外語片     | 看見魔鬼                          | 提名 |
| 瘋哥利牙電鋸獎              | 最佳外語片     | 看見魔鬼                          | 提名 |
| 瘋哥利牙電鋸獎              | 最佳演員       | 崔岷植                            | 提名 |
| Fantasporto電影節           | 最佳電影       | 看見魔鬼                          | 獲獎 |
| Fantasporto電影節           | 最佳導演       | 金知云                            | 獲獎 |
| Fright Meter Awards         | 最佳恐怖電影   | 看見魔鬼                          | 獲獎 |
| Fright Meter Awards         | 最佳導演       | 金知云                            | 獲獎 |
| 第47届大鐘獎                | 最佳電影       | 看見魔鬼                          | 提名 |
| 第47届大鐘獎                | 最佳演員       | 李秉宪                            | 提名 |
| 第47届大鐘獎                | 最佳演員       | 崔岷植                            | 提名 |
| 第47届大鐘獎                | 最佳攝影師     | Lee Mo-gae                        | 提名 |
| 第47届大鐘獎                | 最佳燈光       | Oh Seung-chul                     | 獲獎 |
| 第47届大鐘獎                | 最佳服裝設計   | Kwon Yu-jin                       | 提名 |
| Gérardmer Film Festival     | 觀眾獎         | 看見魔鬼                          | 獲獎 |
| Gérardmer Film Festival     | 評論家獎       | 金知云                            | 獲獎 |
| Gérardmer Film Festival     | 評審團特別獎   | 金知云                            | 獲獎 |
| Gérardmer Film Festival     | 青年評審團大獎 | 看見魔鬼                          | 獲獎 |
| 休斯敦電影評論家協會獎      | 最佳外語片     | 看見魔鬼                          | 獲獎 |
| Scream Awards               | 最佳恐怖電影   | 看見魔鬼                          | 提名 |
| Scream Awards               | 最佳反派       | 崔岷植                            | 提名 |
| Scream Awards               | 最佳獨立電影   | 金知云                            | 提名 |
| 圣路易斯影评人协会          | 最佳外語片     | 看見魔鬼                          | 提名 |
| 第10届华盛顿影评人协会奖    | 最佳外語片     | 看見魔鬼                          | 提名 |

## 外部鏈接
- 互联网电影数据库（IMDb）上《看見惡魔》的资料（英文）
- 豆瓣电影上《看見惡魔》的資料 （简体中文）